# محمدحسن رجب‌زاده
محمدحسن رجب‌زاده (زادهٔ ۲۰ خرداد ۱۳۶۲ - مشهد) بازیکن فوتبال اهل ایران است.وی مربی باشگاه فوتبال پیکان تهران است.

## آمار باشگاهی
| عملکرد باشگاهی | عملکرد باشگاهی   | عملکرد باشگاهی | لیگ  | لیگ | کاپ      | کاپ      | قاره‌ای                 | قاره‌ای                 | مجموع | مجموع |
| فصل            | باشگاه           | لیگ            | بازی | گل  | بازی     | گل       | بازی                   | گل                     | بازی  | گل    |
| ایران          | ایران            | ایران          | لیگ  | لیگ | جام حذفی | جام حذفی | کنفدراسیون فوتبال آسیا | کنفدراسیون فوتبال آسیا | مجموع | مجموع |
| -------------- | ---------------- | -------------- | ---- | --- | -------- | -------- | ---------------------- | ---------------------- | ----- | ----- |
| ۸۴–۱۳۸۳        | ابومسلم خراسان   | لیگ برتر       | ۲    | ۰   | ۰        | ۰        | –                      | –                      | ۲     | ۰     |
| ۸۵–۱۳۸۴        | ابومسلم خراسان   | لیگ برتر       | ۵    | ۱   | ۰        | ۰        | –                      | –                      | ۵     | ۱     |
| ۸۶–۱۳۸۵        | ابومسلم خراسان   | لیگ برتر       | ۱۰   | ۱   | ۰        | ۰        | –                      | –                      | ۱۰    | ۱     |
| ۸۷–۱۳۸۶        | پیام مشهد        | لیگ آزادگان    | ۱۹   | ۲   | ۰        | ۰        | –                      | –                      | ۱۹    | ۲     |
| ۸۸–۱۳۸۷        | پیام مشهد        | لیگ برتر       | ۳۰   | ۲   | ۰        | ۰        | –                      | –                      | ۳۰    | ۲     |
| ۸۹–۱۳۸۸        | ابومسلم خراسان   | لیگ برتر       | ۲۹   | ۵   | ۰        | ۰        | -                      | -                      | ۲۹    | ۵     |
| ۹۰–۱۳۸۹        | سپاهان اصفهان    | لیگ برتر       | ۱۱   | ۰   | ۰        | ۰        | ۳                      | ۰                      | ۱۴    | ۰     |
| ۹۱–۱۳۹۰        | سپاهان اصفهان    | لیگ برتر       | ۱۰   | ۰   | ۰        | ۰        | ۲                      | ۰                      | ۱۲    | ۰     |
| نیم فصل ۹۱     | ملوان بندر انزلی | لیگ برتر       | ۱۶   | ۲   | ۰        | ۰        | -                      | -                      | ۱۶    | ۲     |
| ۹۲–۱۳۹۱        | راه‌آهن تهران     | لیگ برتر       | ۲۷   | ۱   | ۰        | ۰        | -                      | -                      | ۲۷    | ۱     |
| ۹۳–۱۳۹۲        | پدیده خراسان     | لیگ آزادگان    | ۲۰   | ۲   | ۰        | ۰        | -                      | -                      | ۲۰    | ۲     |
| ۹۴–۱۳۹۳        | پدیده خراسان     | لیگ برتر       | ۱۷   | ۱   | ۰        | ۰        | -                      | -                      | ۱۷    | ۱     |
| ۹۵–۱۳۹۴        | پیکان تهران      | لیگ آزادگان    | ۲۷   | ۱   | ۰        | ۰        | -                      | -                      | ۲۷    | ۱     |
| مجموع          | مجموع            | مجموع          | ۲۲۳  | ۱۸  | ۰        | ۰        | ۵                      | ۰                      | ۲۲۸   | ۰     |

## افتخارات
- نایب قهرمانی در جام حذفی فوتبال ایران ۸۴–۱۳۸۳ به همراه تیم ابومسلم خراسان
- صعود به لیگ برتر لیگ آزادگان ۸۷–۱۳۸۶ به همراه تیم پیام مشهد
- قهرمانی در لیگ برتر فوتبال ایران ۹۰–۱۳۸۹ به همراه تیم سپاهان اصفهان
- قهرمانی در لیگ برتر فوتبال ایران ۹۱–۱۳۹۰ به همراه تیم سپاهان اصفهان
- قهرمانی در لیگ آزادگان ۹۳–۱۳۹۲ به همراه تیم پدیده خراسان
- صعود به لیگ برتر لیگ آزادگان ۹۳–۱۳۹۲ به همراه تیم پدیده خراسان
- قهرمانی در لیگ آزادگان ۹۵–۱۳۹۴ به همراه تیم پیکان تهران
- صعود به لیگ برتر لیگ آزادگان ۹۵–۱۳۹۴ به همراه تیم پیکان تهران

## افتخارات دوران مربیگری
- نایب قهرمانی در لیگ آزادگان ۱۴۰۰–۱۳۹۹ به همراه تیم هوادار
- صعود به لیگ برتر فوتبال ایران به همراه تیم هوادار
- نایب قهرمانی در مسابقات فوتبال زیر ۲۳ سال غرب آسیا ۲۰۲۳ به همراه تیم تیم امید ایران